# Seho Chang
Seho Chang (* 28. Juni 1981 in Seoul) ist ein südkoreanischer Opernsänger (Bariton).

## Leben
Seho Chang interessierte sich schon sehr früh für Musik und begann sein Studium an der Korea National University of Arts, das er im Jahre 2004 erfolgreich abschloss.
Seine ersten Erfahrungen als Sänger machte er in Seoul und Wien in den Mozartopern „Le nozze di Figaro“ als Figaro und in „Don Giovanni“ als Leporello und Don Giovanni und gab Konzerte mit Liedern, insbesondere von Franz Schubert, Robert Schumann und Johannes Brahms.
Das Studium setzte er ab 2007 an der Universität für Musik und darstellende Kunst Wien bei Franz Lukasovsky fort. Im Juni 2008 gewann er den Schubert-Preis des Richard-Tauber-Wettbewerbes.
Bereits während seines Studiums wurde er im Herbst 2009 als Gast an das Landestheater Linz engagiert, wo er seit der Spielzeit 2010/2011 festes Mitglied des Opernensembles ist.
Im Jahre 2013 erhielt Seho Chang ein Bayreuth-Stipendium des Richard-Wagner-Verbandes Linz.

## Repertoire (Auswahl)
- Scarpia in „Tosca“ von Giacomo Puccini
- Rigoletto in „Rigoletto“ von Giuseppe Verdi
- Sharpless in „Madama Butterfly“ von Giacomo Puccini
- Marcello in „La Bohème“ von Giacomo Puccini
- Talbot in „Maria Stuarda“ von Gaetano Donizetti
- Dr. Malatesta in „Don Pasquale“ von Gaetano Donizetti
- Dandini in „La Cenerentola“ von Gioachino Rossini
- Don Giovanni in „Don Giovanni“ von Wolfgang Amadeus Mozart
- Guglielmo in „Così fan tutte“ von Wolfgang Amadeus Mozart
- Il Conte in „Le nozze di Figaro“ von Wolfgang Amadeus Mozart
- Papageno in „Die Zauberflöte“ von Wolfgang Amadeus Mozart
- Donner in „Das Rheingold“ von Richard Wagner
- Fritz Kothner in „Die Meistersinger von Nürnberg“ von Richard Wagner
- Sid in „Albert Herring“ von „Benjamin Britten“
- Bariton in „Carmina Burana“ von Carl Orff
- Escamillo in „Carmen“ von Georges Bizet
- Marquis de la Force in „Gespräche der Karmelitinnen“ von „Francis Poulenc“
- Nilakantha in „Lakmé“ von „Léo Delibes“
- Haraschta in „Das schlaue Füchslein“ von „Leoš Janáček“
- Dr. Falke in „Die Fledermaus“ von Johann Strauss